# Vlaskoorts

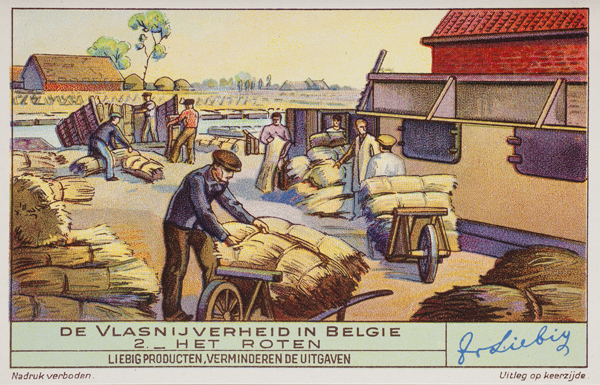
Vlasroterij in België, jaren 1930

Vlaskoorts is een aandoening die vaak werd opgelopen bij het roten van vlas.
De kwaal werd veroorzaakt door besmetting met de boterzuurbacterie. Deze ontwikkelt zich gedurende het roten door fermentatie van het vlas. Besmetting heeft een ijltoestand tot gevolg. Het medicijn dat bij deze aandoening genomen werd was vaak jenever, wat de bewustzijnsverandering nog versterkte.
Om de voor de linnenproductie noodzakelijke vezels uit het vlasstro te halen, moet het stro geroot zijn. Roten is een rottingsproces waardoor de houtige delen van de vlasstengel los komen van de lintvezels. Vroeger werd het geoogste vlas eerst gerepeld (ontzaad) en daarna in sloten gelegd om te roten. Het vlas werd hierbij afgedekt met modder. Later gebeurde het roten in bakken met warm water. Het rootproces duurde dan ongeveer een week, daarna werd het gedroogd en gehekeld. 

## Trivia
Muziekgroep De Kift maakte in 1999 een album met de titel Vlaskoorts